# Compensação de guerra

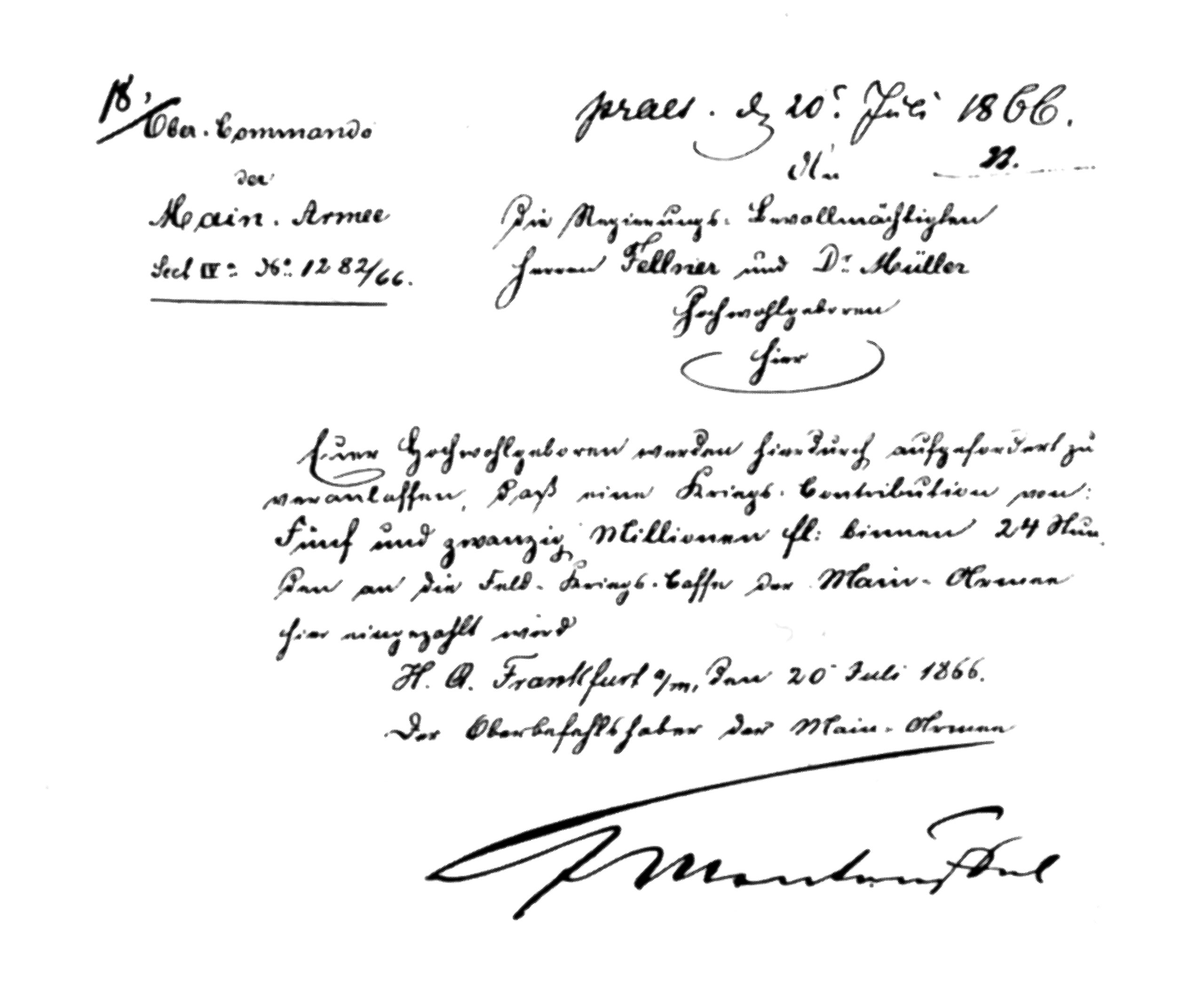
Guerra austro-prussiana: a cidade livre de Francoforte-do-Meno deve pagar 25 milhões de florins à Prússia como compensação de guerra em 24 horas (ultimato de 20 de julho de 1866 assinado pelo general prussiano Edwin von Manteuffel).

Uma compensação de guerra (também chamada indemnização de guerra ou reparação de guerra) é uma compensação monetária ou material para cobrir danos ou prejuízos causados durante uma guerra. Geralmente, as compensações de guerra referem-se a dinheiro ou bens, ou a transferências de propriedade, como a anexação de territórios.

## História

### Antes da Primeira Guerra Mundial
Roma impôs grandes reparações a Cartago depois da primeira e da segunda guerras púnicas.
Os "tratados desiguais" assinados pela dinastia Qing na China, Japão, Coreia, Sião, Pérsia, Império Otomano, Afeganistão e outros países no século XIX incluíam pagamentos às poderosas potências ocidentais, principalmente ao Reino Unido, à França e à Rússia, e depois ao Japão.
Após a Guerra Franco-Prussiana, sob os termos do Tratado de Frankfurt (10 de maio de 1871), a França foi forçada a pagar à Alemanha uma compensação de guerra de 5000 milhões de francos de ouro em 5 anos. As tropas alemãs permaneceram estacionadas em partes da França até ao último pagamento (setembro de 1873).

### Primeira Guerra Mundial

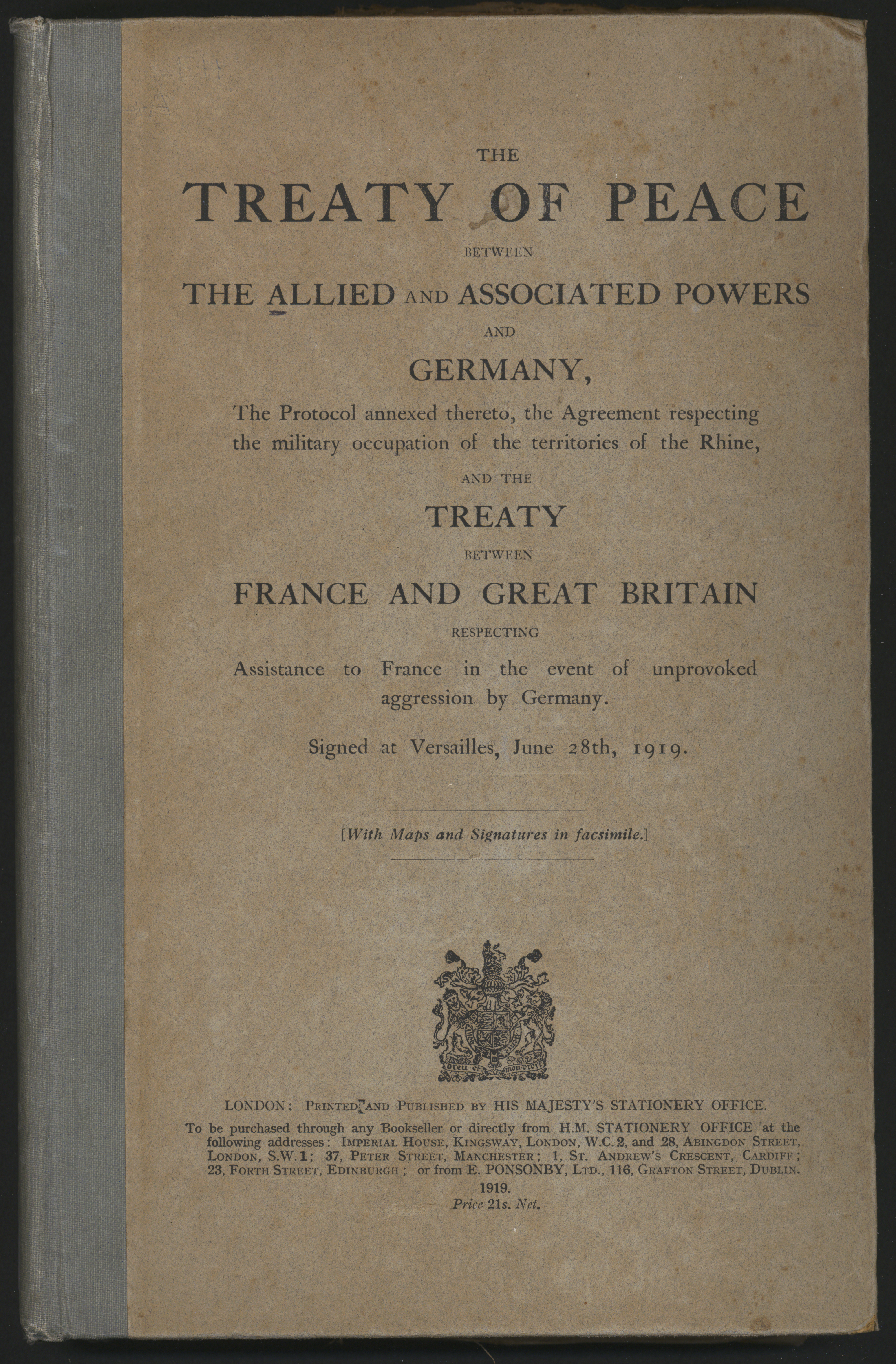
O Tratado de Versailles (1919).

Em 27 de agosto de 1918, quase cinco meses depois de a Rússia emergir do conflito assinando o Tratado de Brest-Litovsk, a Alemanha impôs ao governo bolchevique o pagamento de 6000 milhões de marcos para reparações. Entre agosto e setembro daquele ano, antes do fim da guerra, a Rússia pagou em ouro cerca de 120 milhões de rublos, o equivalente a 240 milhões de marcos.
Segundo o Tratado de Versalhes (1919), a Alemanha concordou em pagar reparações de 132 bilhões de marcos de ouro à Tríplice Entente. A Bulgária pagou compensações de 2250 milhões de francos de ouro à Entente, conforme acordado no Tratado de Neuilly-sur-Seine.

### Segunda Guerra Mundial
Após a Segunda Guerra Mundial, de acordo com a Conferência de Potsdam, realizada entre 17 de julho e 2 de agosto de 1945, a Alemanha teve que pagar aos aliados 20 000 milhões de dólares, principalmente em máquinas e fábricas, mas o que foi planejado não ocorreu devido a recusa americana a financiar a URSS. Em suma, de acordo com a política de desindustrialização da Alemanha, um grande número de fábricas civis foram desmontadas para serem transportadas para a França e o Reino Unido, ou simplesmente foram destruídas. Este desmantelamento parou em 1950.
No final, as vítimas da guerra em muitos países foram compensadas com as propriedades dos alemães que foram expulsos após a Segunda Guerra Mundial. No final da guerra, os Estados Unidos iniciaram imediatamente e prosseguiram por dois anos um vigoroso programa de coleta de conhecimento tecnológico e científico alemão, bem como todas as patentes na Alemanha. O historiador John Gimbel indica no seu livro "Ciência, Tecnologia e Reparações: Exploração e saque no pós-guerra na Alemanha" que as "reparações intelectuais" tomadas pelos Estados Unidos e Reino Unido estavam perto de 10 000 milhões. Parte das reparações da Alemanha foram pagas na forma de trabalho forçado. Em 1947, cerca de 4 milhões de prisioneiros civis de guerra alemães foram usados como escravos virtuais (sob o título russo de "trabalhos de reparação de guerra") na União Soviética, França, Reino Unido, Bélgica e Alemanha (com o termo americano "Unidades de Serviço Militar").
De acordo com os Tratados de Paz de Paris de 1947, a Itália concordou em pagar reparações de perto de 125 milhões de dólares à Jugoslávia, de 105 milhões à Grécia, 100 milhões à União Soviética, 25 milhões à Etiópia e 5 milhões à Albânia. A Finlândia concordou em pagar reparações de 300 milhões à União Soviética. A Hungria concordou em pagar reparações de 200 milhões de dólares à União Soviética, 100 milhões à Checoslováquia e à Jugoslávia. A Roménia concordou em pagar reparações de 300 milhões de dólares à União Soviética. A Bulgária concordou em pagar reparações de 50 milhões à Grécia e 25 milhões à Jugoslávia. Segundo os artigos desses tratados, o valor em dólares era de 35 dólares por onça-troy de ouro puro.
De acordo com o tratado de paz com o Japão e outros acordos bilaterais, o Japão concordou em pagar cerca de um 1030 milhares de milhões de ienes. Ficou acordado que os países que renunciassem a qualquer indemnização pelo Japão receberiam indemnização por meio de acordos bilaterais.
O governo dos Estados Unidos desculpou-se oficialmente na década de 1980 pelos campos de concentração nos Estados Unidos, tanto de cidadãos japoneses quanto de cidadãos americanos descendentes de japoneses durante a Segunda Guerra Mundial, e pagou reparações.

### Após a Segunda Guerra Mundial
Após a Guerra do Golfo, o Iraque aceitou a Resolução 687, emitida pelo Conselho de Segurança da ONU, declarando que o Iraque era financeiramente responsável pelos danos causados em sua invasão do Kuwait. Em 1991, a Comissão de Compensação das Nações Unidas ("UNCC") foi estabelecida, e processos criminais de  350 000 milhões de dólares em reclamações foram recebidos de governos, empresas e indivíduos. Os fundos desses pagamentos vieram de 30% das vendas de petróleo do Iraque através do Programa Petróleo por Alimentos. Não se previa que os 350 bilhões não estariam disponíveis para o pagamento integral de todos os pedidos de reparos, de modo que foram programados com prioridade nos anos seguintes. A UNCC declarou que os pagamentos têm sido uma prioridade nos casos de reclamações de pessoas "naturais" afetadas, à frente das reivindicações dos governos e das pessoas "legais", marcando um passo significativo na evolução das práticas internacionais de reclamações.
Houve várias tentativas de codificar as reparações de guerra tanto nos Estatutos do Tribunal Penal Internacional quanto nos Princípios Básicos da Lei de Reparação e Reparação para as Vítimas das Nações Unidas.

## Críticas
Historicamente, as principais críticas às reparações de guerra foram:
- Que existem apenas medidas punitivas contra o povo do lado perdedor, e não contra os lados beligerantes, que poderá até ser o lado que deveria fazer reparações;
- Em muitos casos, o governo do lado derrotado travou uma guerra que realmente tinha pouco ou nenhum envolvimento na decisão de a travar, e, portanto, as reparações de guerra são impostas contra pessoas inocentes;
- Depois de vários anos de guerra, as pessoas no lado perdedor estão muito provavelmente empobrecidas, e a imposição de reparações de guerra pode levar a afundar ainda mais situação, iniciando um ressentimento de longo prazo contra o lado vitorioso e tornando tais pagamentos improváveis. John Maynard Keynes disse que a influência geral das reparações de guerra pode mesmo ser desastrosa.

Muitos críticos sustentam a teoria de que as reparações de guerra foram uma das causas (embora indiretas, muito decisivas) das muitas razões que levaram à Segunda Guerra Mundial. Após o fim da Primeira Guerra Mundial, o Tratado de Versalhes de 1919 impôs fortes reparações de guerra à Alemanha. Muitos afirmam que estes pagamentos de reparações exacerbaram os problemas da economia alemã, e a hiperinflação resultante arruinou as hipóteses de recuperação da República de Weimar e potenciou a ascensão ao poder do Partido Nazi de Adolf Hitler. Outros apontam para o facto de que as compensações no final da Segunda Guerra Mundial foram calculadas com base nos danos causados pelos alemães durante a Primeira Guerra Mundial. Após a Guerra Franco-Prussiana, o montante total de reparos foi calculado com base em um valor fixo. Além disso, a quantia no final das reparações de guerra da Primeira Guerra Mundial estava sujeita a recálculos frequentes, o que encorajou a Alemanha a obstruir tais pagamentos. Finalmente, todos esses pagamentos foram cancelados quando Hitler chegou à chancelaria alemã.
Esta experiência levou à solução acima mencionada no final da II Guerra Mundial, onde os países vencedores levaram máquinas e produtos que poderiam ser transferidos dos países vencidos, em vez de exigir dinheiro.